# Сифон (пещера)
Вижте пояснителната страница за други значения на сифон.
Сифон в хидрологията и спелеологията се отнася до подводен тунел от естествен или изкуствен произход, изцяло запълен с вода.
Сифоните обикновено се намират в карстови райони и варовикови пещерни системи. Формират се чрез ерозионни процеси и натрупване на вода.
Пещерните сифони са предизвикателство за спелеолозите и често представляват интерес за проучвания и изследвания. Сифоните могат да бъдат опасни, поради силни течения, ниска видимост и непредвидими условия. Преодоляването им изисква специализирано оборудване и умения за подводно гмуркане.
Известни сифонни пещери:
- Гуфър Берже, Франция – една от най-дълбоките сифонни пещери в света
- Сак Актун, Мексико – най-дългата известна подводна пещерна система